# کازامائورا، آئوموری
کازامائورا، آئوموری (به لاتین: Kazamaura, Aomori) یک منطقهٔ مسکونی در ژاپن است که در Shimokita District واقع شده‌است. کازامائورا ۶۹٫۵۵ کیلومترمربع مساحت و ۱٬۹۱۸ نفر جمعیت دارد.